# Mąkolno-Zakład
Mąkolno-Zakład − nazwa niestandaryzowana, kolonia wsi Mąkolno w województwie dolnośląskim, powiecie ząbkowickim, w gminie Złoty Stok.

## Opis
Miejscowość znajduje się w dolinie nad potokiem Mąkolnica. Biegnie wzdłuż drogi krajowej nr. 46. W skład kolonii wchodzi fabryka czarnego prochu sformowana w 1695 roku oraz otaczająca ją zabudowa.